# نحن... وأمريكا
نحن... وأمريكا هو الكتاب الثامن للأستاذ محمد حسنين هيكل، وقد صدر سنة 1968.

## الوصف
الكتاب من القطع المتوسط، ويحوي على 13 فصلا، ضمن 189 صفحة، وهو يغطي بعضٌ من قصة العلاقات المصرية - الأمريكية، والتركيز فيها واضح على فترة ما بعد ثورة يوليو 1952، بدأ الأستاذ هيكل في كتابة فصول عن العلاقات المصرية الأمريكية في فبراير 1967 وواصل كتابتها حتى مايو، وخلال هذه الفترة كتب أحد عشر فصلا دارت أساسا على أربع مراحل عاشت فيها العلاقات المصرية الأمريكية، وهي:
1 - محاولة الولايات المتحدة ترويض الثورة المصرية.
2 - محاولة الولايات المتحدة عقاب الثورة المصرية بعد أن تمردت على الترويض.
3 - محاولة الولايات المتحدة احتواء الثورة المصرية وحصارها بغير عنف ظاهر.
4 - محاولة الولايات المتحدة استعمال العنف ضد الثورة المصرية.

## فصول الكتاب
1 - نحن... وأمريكا.
2 - المرض القديم... ومضاعفاته الجديدة!
3 - عبد الناصر يقول لجونسون: شكرا... ولكننا لا نريد قمحا من أمريكا.
4 - الوسائل التي استنفدت... ورقعة الأرض التي تضيق!
5 - الانتقال من جو «إمكان التفاهم» إلى جو «احتمال التصادم».
6 - مواقف على طريق صعب!
7 - الكأس المرة التي شربها دالاس سنة 1955.
8 - مرحلة العقاب.
9 - مرحلة «الاحتواء» التي دخلت فجأة على التطور المنطقي للحوادث....
10 - طريق الدخول إلى مرحلة العنف!
11 - تمزقت خيوط العنكبوت.
12 - أقصى درجات العنف.
13 - الوثائق تدين أمريكا: القصة الكاملة للتواطؤ عن طريق التضليل الديبلوماسي!